# マージナル・ムーン
マージナル・ムーン（MARGINAL MOON）は、1998年7月8日に発売された、ソウル・フラワー・ウィズ・ドーナル・ラニー・バンドのミニ・アルバム。

## 解説
1997年、ソウル・フラワー・ユニオンの中川敬は、シカラムータの大熊ワタルらとソウルシャリスト・エスケイプというソロ・ユニットを立ち上げたが、そのプロジェクトの中で、アイルランド音楽の巨匠ドーナル・ラニーのバンドとも数曲レコーディングしており、本作はその「アイリッシュ・セッション」の全貌を捉えたミニ・アルバムである（ソウルシャリスト・エスケイプのアルバム『ロスト・ホームランド』に収録されなかった全セッションが本作に収録された）。
中川・大熊・伊丹英子の三人は、当時「リアル・ワールド・スタジオ」（イギリスのバースにあるピーター・ガブリエルのスタジオ）でレコーディング・リハーサル中であったドーナル・ラニー・クールフィンとともに、「満月の夕」のレコーディングや、東京でセッションを終えていた「潮の路」「アリラン」「竹田の子守唄」といった音源のミックスを当地で行なった。そのレコーディングには、シャロン・シャノンやフェアグラウンド・アトラクションのリズム隊なども参加している。
なお、2009年に発売された『満月の夕〜90's シングルズ』でも全曲聴くことができる。

## 収録曲
1. 満月の夕 MANGETSU NO YUBE (A FULL MOON EVENING)
2. 潮の路 SHIO NO MICHI (SEA ROAD)
3. 竹田の子守唄 TAKEDA NO KOMORIUTA (LULLABY OF TAKEDA)
4. アリラン ALIRANG
5. 夜に感謝を ＜ヤポネシアン・ゴスペル・ヴァージョン＞ YORU NI KANSHA WO (A THANKS-GIVING TO THE NIGHT)
6. 潮の路 ＜ライヴ・ヴァージョン＞SHIO NO MICHI (SEA ROAD)
7. 満月の夕＜ライヴ・ヴァージョン＞ MANGETSU NO YUBE (A FULL MOON EVENING)

## 備考
- M-3 京都民謡
- M-4 朝鮮民謡
- M-5 ソウルシャリスト・エスケイプの演奏にナリグ・ケイシーがフィドルで参加
- M-6 東京でのライヴ録音
- M-7 東京でのライヴ録音